# 46P/Wirtanen
46P/Wirtanen är en kortperiodisk komet som har en omloppstid på 5,4 år. Den upptäcktes av den amerikanske astronomen Carl Alvar Wirtanen den 17 januari 1948. Den tillhör Jupiters kometfamilj, som har aphelieavstånd på 5-6 AU. Dess diameter har beräknats till 1,2 kilometer.
Kometen var det ursprungligen tänkta målet för rymdsonden Rosetta, men krångel med startraketen ledde till att lanseringsfönstret missades och istället utsågs kometen 67P/Churyumov-Gerasimenko som mål.